# Stredoslovenské múzeum
Stredoslovenské múzeum působí ve městě Banská Bystrica. Bylo založeno měšťany v roce 1889 pod názvem Městské muzeum. Kontinuálně je nejstarší kulturní institucí ve městě. První muzejní expozice byla zpřístupněna v roce 1909. Současná historická expozice je od roku 1958 umístěna na Náměstí SNP 4 v tzv. Thurzově domě a expozice Příroda středního Slovenska se od roku 1989 nachází v Tihányiovský kaštelu v městské části Kráľová.

## Stálé expozice

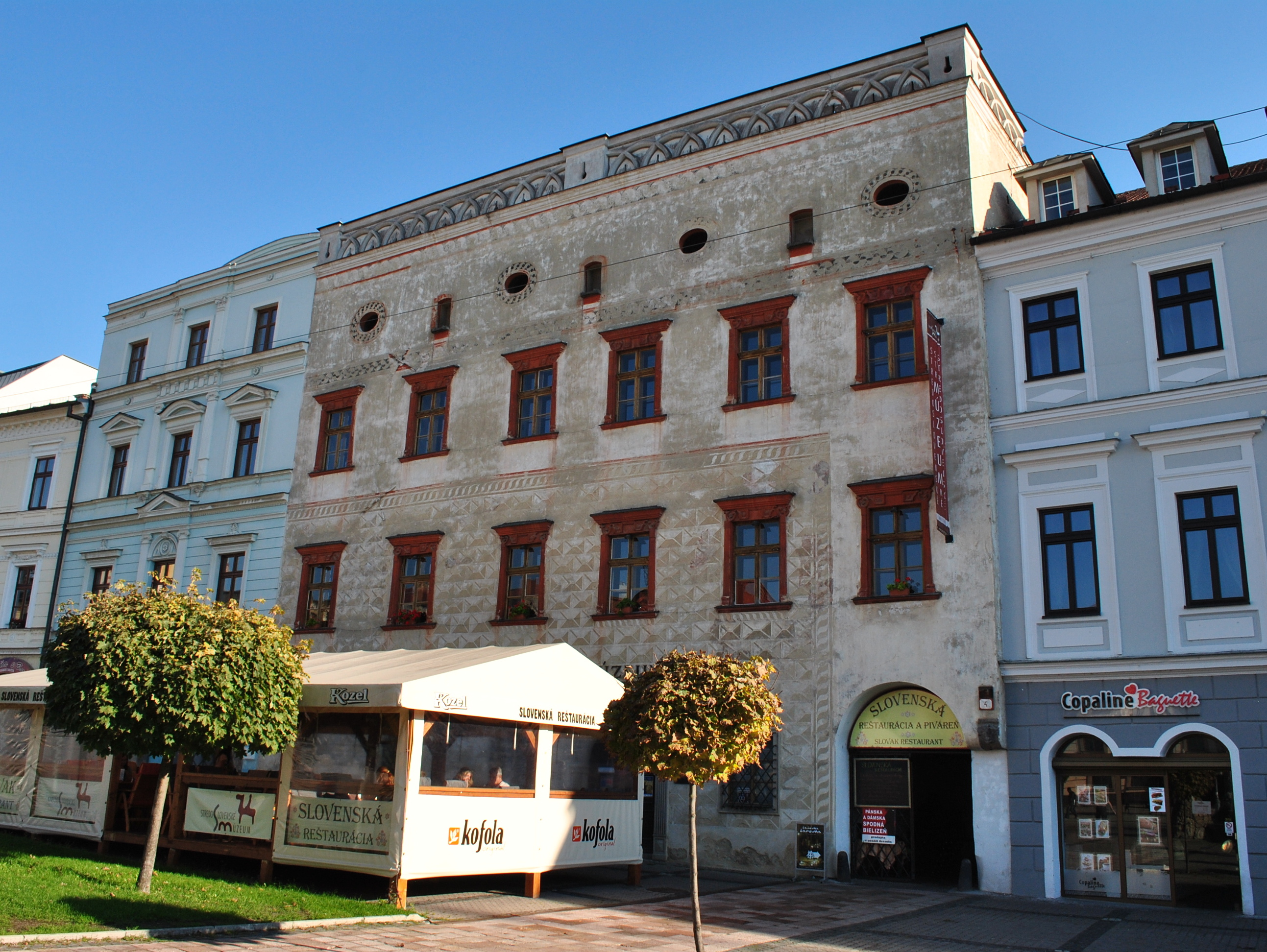
Památkově chránění Thurzův dům, ve kterém je umístěna historická expozice

### Společenskovědní expozice
Společenskovědní expozice je umístěna v jednom z nejkrásnějších a nejcharakterističtějších domů historického jádra města na Náměstí SNP. Původně gotické domy označované jako Mittelhaus získali na přelomu 15. a 16. století Thurzovci, významná podnikatelská rodina, která spolu s augsburskými bankéři Fuggery vytvořila Thurzovsko-fuggerovskou mediarskou společnost. Tento výrobně-obchodní podnik zásoboval banskobystrickou mědí trhy v celé Evropě. Dnešní podobu dům získal při přestavbě v II. polovině 16. století, kdy se na průčelí objevily mnohé prvky inspirované italskou renesancí (např. sgrafito na fasádě). Jelikož nejvýznamnějším majitelem byl báňský podnikatel a kremnický komorský hrabě Jan Thurzo z Betlanovec, dům dnes nese jeho jméno.

### Přírodovědná expozice
Přírodovědná expozice je umístěna v Tihányiovský kostele v Banské Bystrici - Kráľovy. Zámeček pojmenovaný podle jeho majitelů, byl původně přízemní budovou postavenou v první polovině 17. století v renesančním slohu. Jeho zbytky se zachovaly v severozápadní části objektu. Poslední rozsáhlá přestavba proběhla v roce 1819, kdy objekt dostal klasicistní podobu a další úpravy z 19. století vyústily do neorenesančním výrazu. V roce 1972 byl prohlášen za kulturní památku a po komplexní obnově byl předán středoslovenských muzeu v Banské Bystrici.

### Muzeum lidového tance
Muzeum lidového tance vzniklo jako samostatné pracoviště Středoslovenského muzea v roce 2007 na podnět Banskobystrického samosprávného kraje. Zaměřuje se výzkumem lidového tance na Slovensku a v banskobystrickém regionu v různých sociálních, etnických a jiných kontextech. Zabývá se výzkumem v terénu a archivací audiovizuálních materiálů. Výsledky výzkumu zprostředkuje veřejnosti.

## Eduard Cserey
Eduard Cserey byl stavitel a sběratel z Banské Bystrice. Městské muzeum (dnes Stredoslovenské muzeum) v Banské Bystrici zakoupilo od něho roku 1897 nejstarší datovanou modrotiskovou látku na území Slovenska, kterou je povlak na polštář (ev. č. 285 sbírkového fondu muzea), vyrobený v Kremnici.